# 祠祭署
祠祭署為中國古代官署或寺廟建築，通常設置於皇帝陵寢或天壇等處所。例如皇陵衛設置的祠祭署，有奉祀一員、祀丞三員及禮生二十四人，所有配置均與祭祀有關。1910年代，清朝滅亡後，該官署廢除。